# Milicja Obywatelska
La Milicja Obywatelska; (in italiano Milizia Civica) era la polizia della Repubblica Popolare Polacca.
Il termine Milicja deriva dal termine "мили́ция", usato in molti paesi comunisti. Contrariamente al significato del termine milizia, ossia quello di una forza di cittadini, era in realtà una forza di polizia statale, usata anche per repressione politica.

## Storia
Venne creata nel 1944 su consiglio sovietico per rimpiazzare la precedente polizia. 
La Polonia, in seguito all'imposizione del comunismo formò questa milizia. Essa rimase la più importante forza di polizia polacca fino al 1990. La grande centralizzazione consentiva al regime e al Ministero della Sicurezza di controllare e terrorizzare la popolazione. L'addestramento era prettamente militare, ma l'addestramento fisico era rimandato ai poliziotti.
Nel 1990 si trasforma nella Policja.

## Organizzazione
Era diviso nella sezione Ordine Pubblico e Milizia della Strada, Investigazione (Criminale e minore) e sicurezza degli edifici di stato.
Le truppe ZOMO antisommossa, che giocarono un ruolo chiave nei disordini dei primi anni ottanta, vennero ridimensionati nei novanta e rinominati OPMO. Gli OPMO attualmente si occupano di sicurezza di grandi eventi, ma il governo può usarli per altri scopi. 

## Veicoli
I più comuni erano

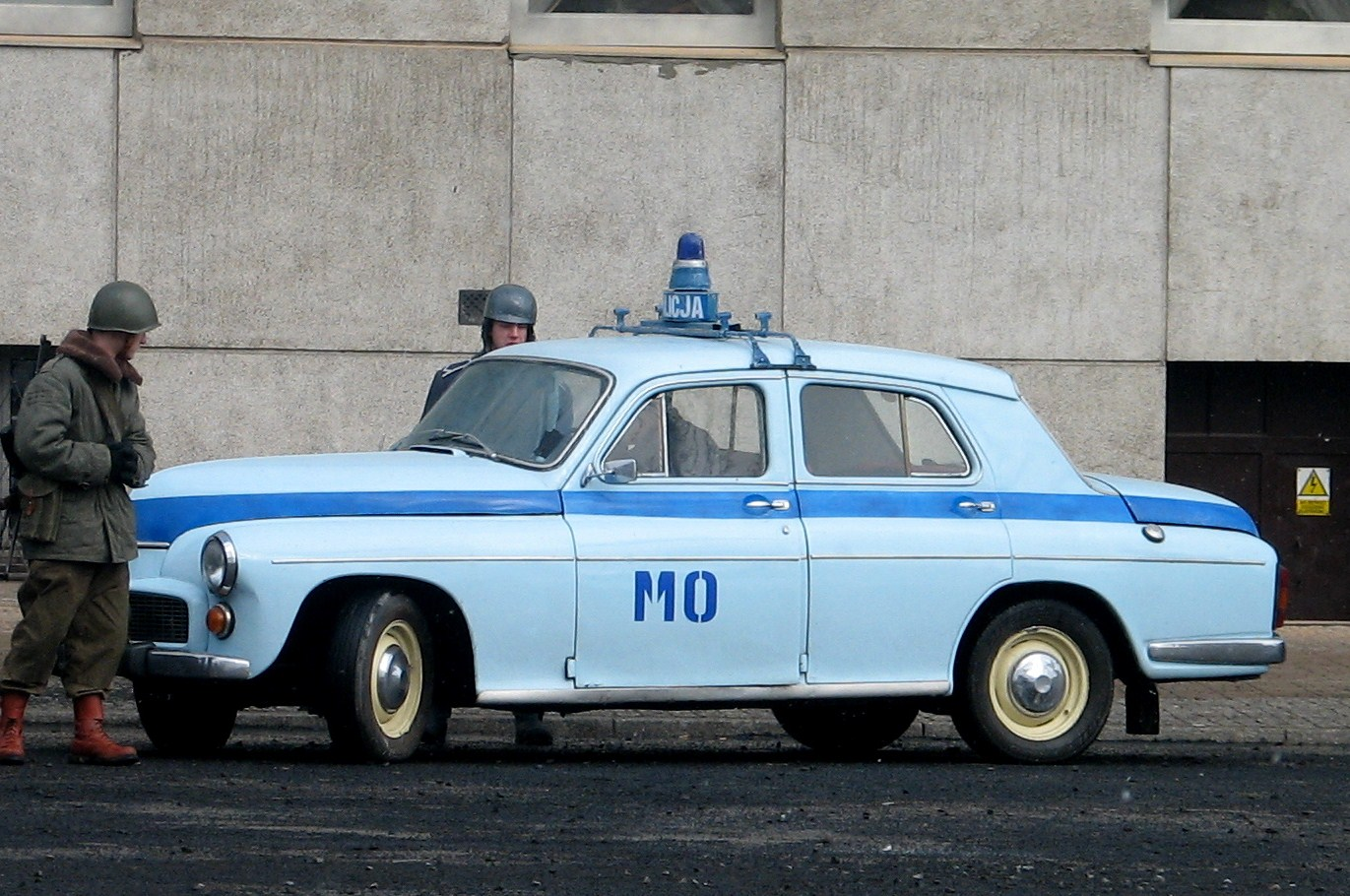
FSO Varsavia Auto
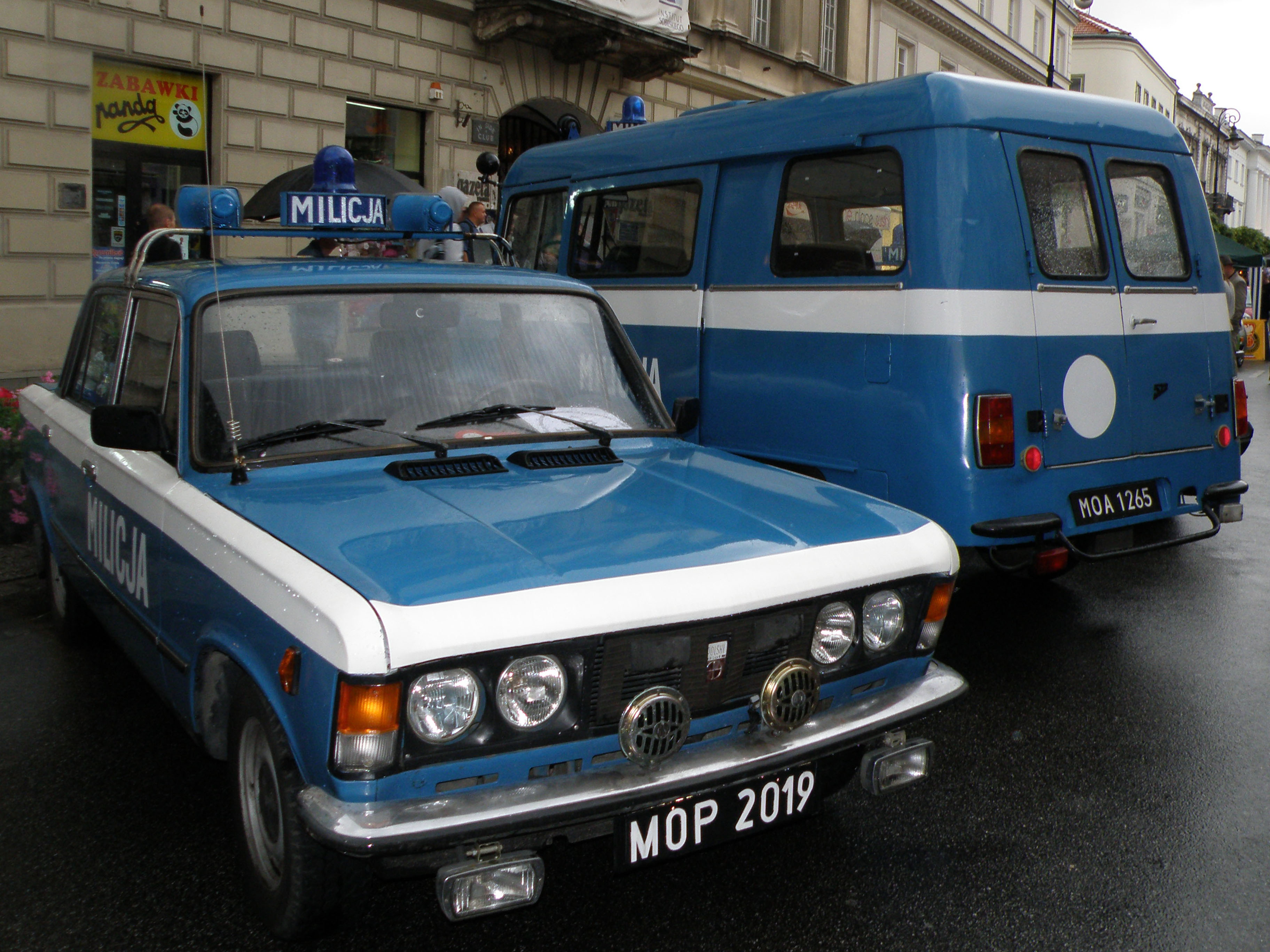
Restored Polski Fiat 125p and Nysa 522 RSD Milicja Obywatelska vehicles
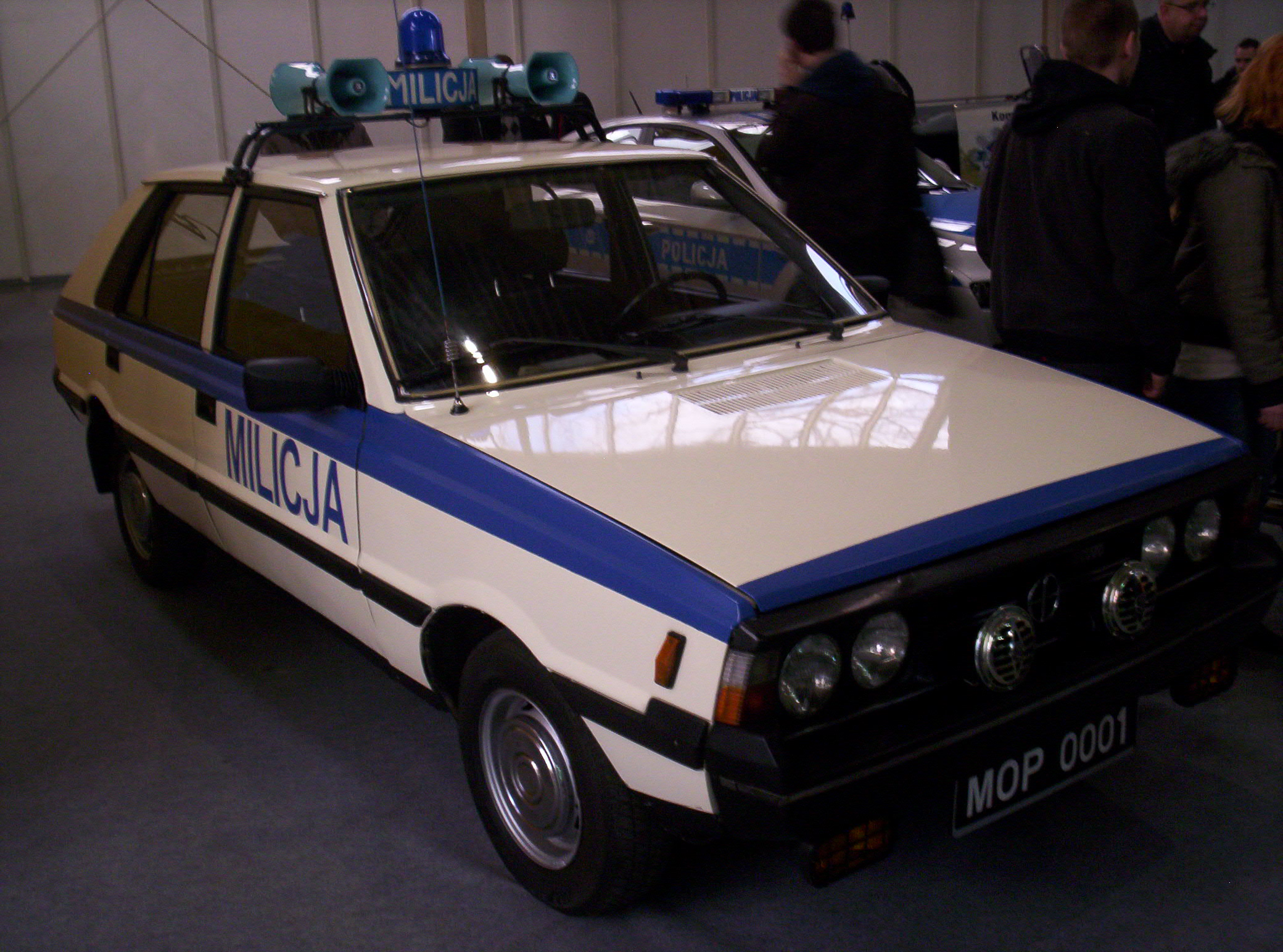
FSO Polonez MR'78 Auto a Poznan
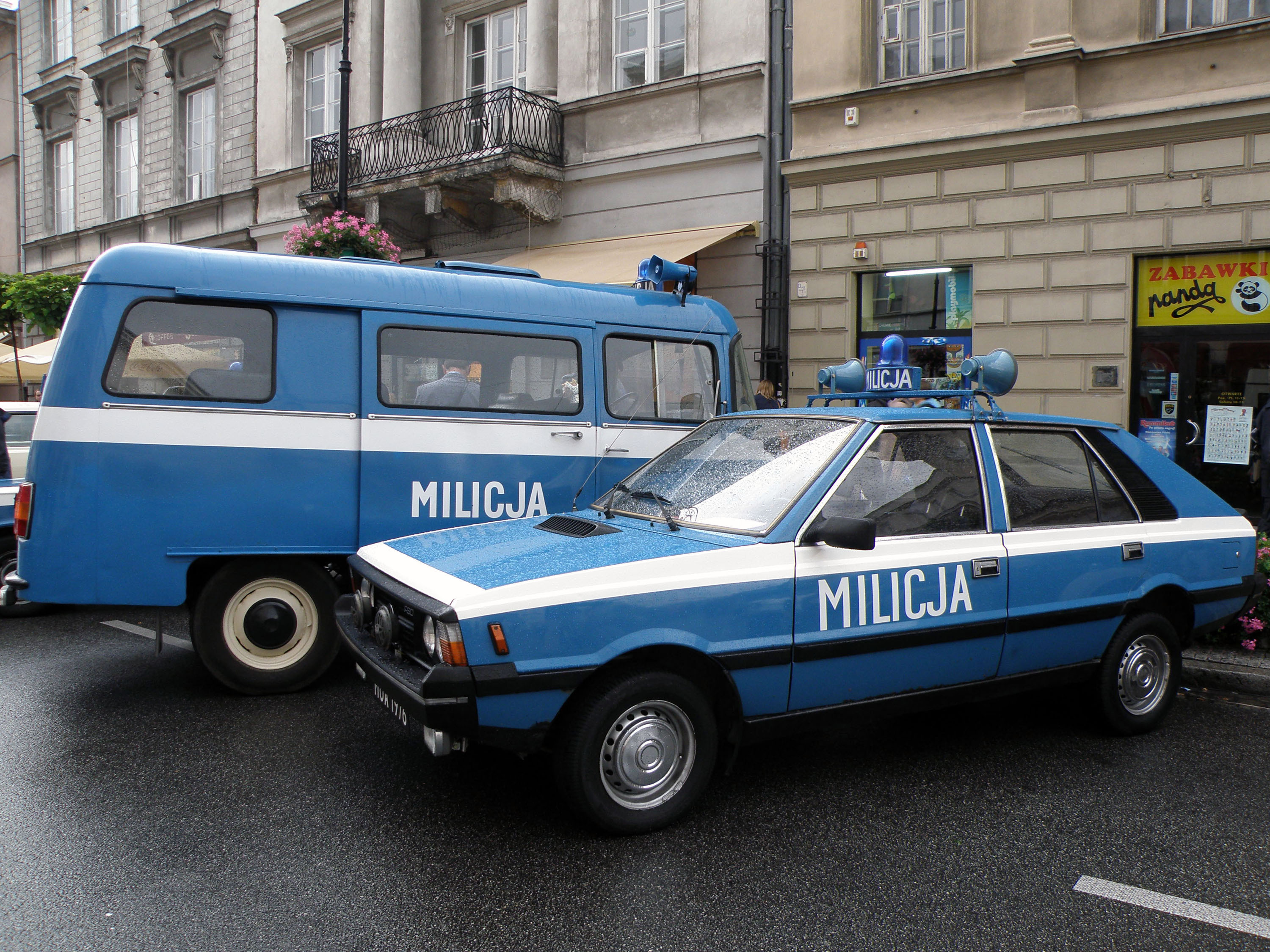
FSO Polonez MR'83 restaurata and Nysa 522 RSD
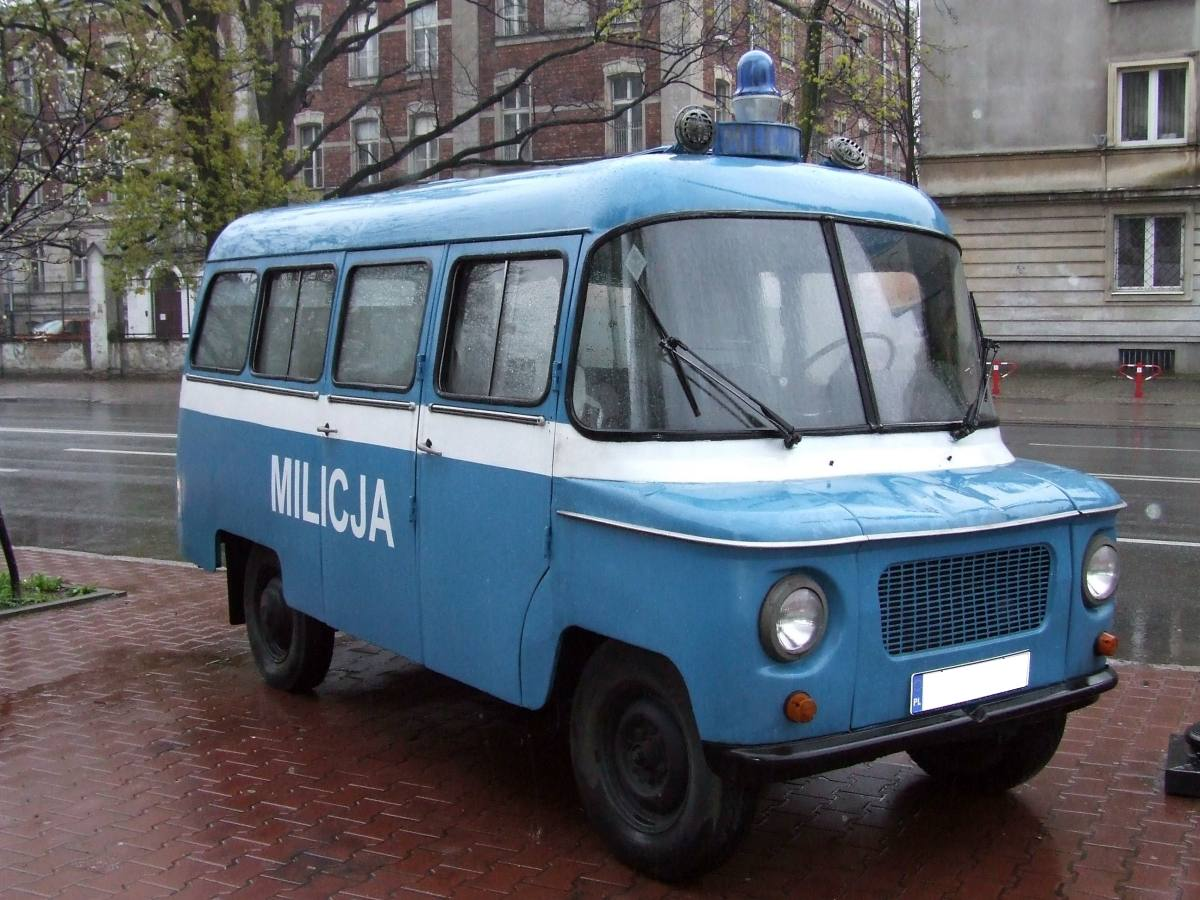
Nysa 522 RSD
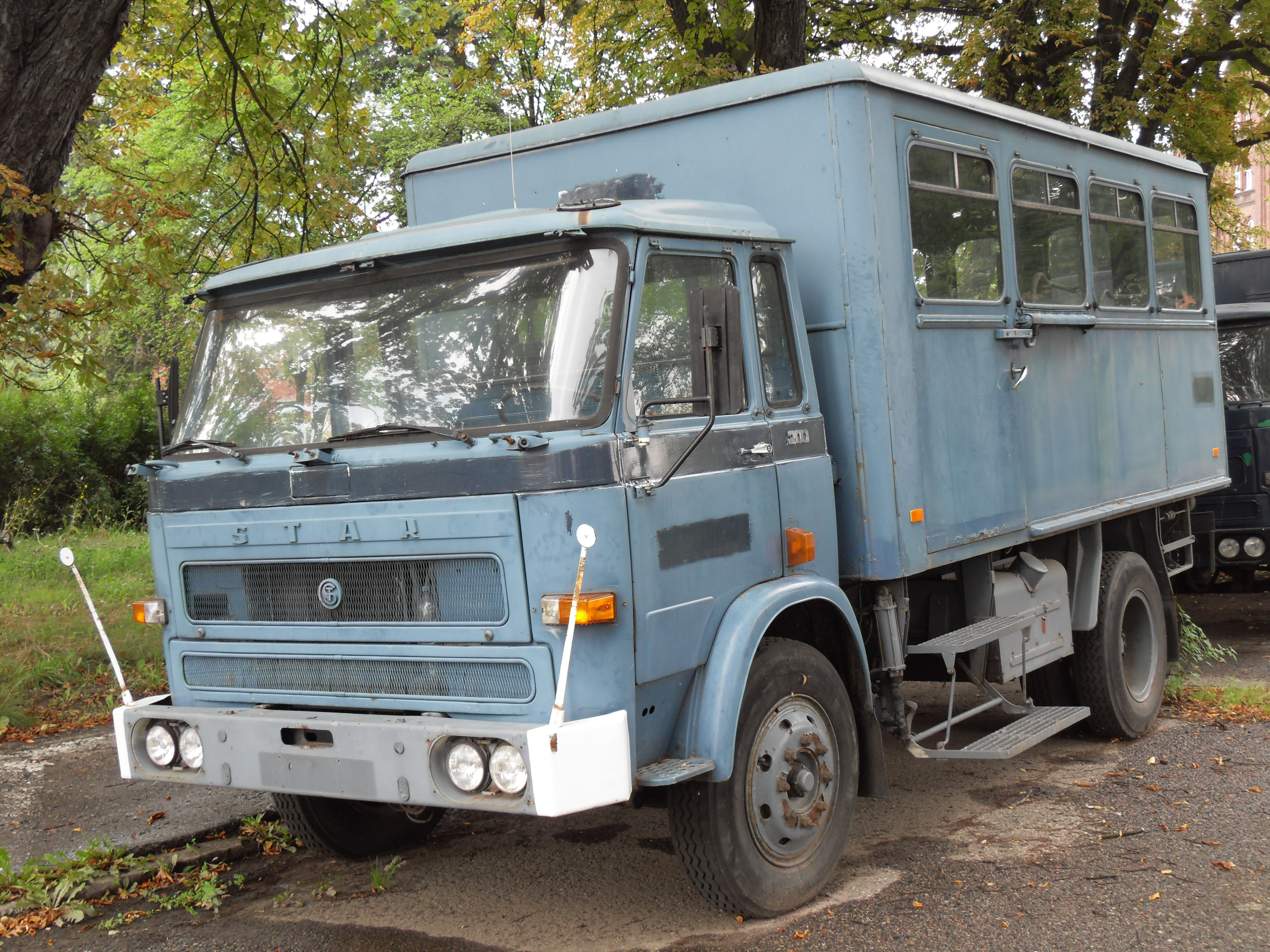
Star 200 bus